# Olympische Sommerspiele 1972/Teilnehmer (Puerto Rico)
| Gelbes Symbol für Goldmedaillen mit stilisierten Olympischen Ringen | Graues Symbol für Silbermedaillen mit stilisierten Olympischen Ringen | Braundes Symbol für Bronzemedaillen mit stilisierten Olympischen Ringen |
| ------------------------------------------------------------------- | --------------------------------------------------------------------- | ----------------------------------------------------------------------- |
| —                                                                   | —                                                                     | —                                                                       |

Puerto Rico nahm an den Olympischen Sommerspielen 1972 in München mit einer Delegation von 53 männlichen Athleten an 37 Wettkämpfen in zehn Sportarten teil. Es konnte keine Medaille gewonnen werden. Fahnenträger bei der Eröffnungsfeier war der Leichtathlet Arnaldo Bristol.

## Teilnehmer nach Sportarten

### Basketball
- 6. Platz
- Billy Baum
- Héctor Blondet
- Earl Brown
- Ricky Calzada
- Mickey Coll
- Teo Cruz
- Raymond Dalmau
- Joseph Hatton
- Mariano Ortíz
- Neftalí Rivera
- Rubén Rodríguez
- Jimmy Thordsen

### Bogenschießen
- Ferdinand Vega

### Boxen
- José Antonio Colon
- Luis Davila
- Wilfredo Gómez
- Laudiel Negrón
- Nicolas Ortíz
- José Luis Vellon

### Fechten
- Roberto Levis
- Roberto Maldonado

### Gewichtheben
- Fernando Báez
- Pablo Juan Campos
- César Gaudin
- Julio Martínez
- Víctor Ángel Pagán
- Alfonso Rodríguez

### Judo
- Gustavo Brito
- Juan Marín
- Roberto Pacheco

### Leichtathletik
- Luis Alers
- Arnaldo Bristol
- Antonio Colón
- Julio Ferrer
- Pedro Ferrer
- Guillermo González
- Wilfredo Maisonave
- William Silen
- Jorge Vizcarrondo

### Schießen
- Rafael Batista
- Simon González
- Manuel Hawayek
- Santiago Machuca
- Fernando Miranda
- Pedro Ramírez
- Jaime Santiago
- Frank Tossas

### Segeln
- Hovey Freeman
- Lee Gentil
- Garry Hoyt
- José Rodríguez
- Juan Torruella, Sr.

### Wasserspringen
- Héctor Bas